# 愛子観光バス
愛子観光バス株式会社（あやしかんこうバス）は、宮城県仙台市青葉区に本社を置く、観光貸切・路線バス会社。
現在は、貸切事業を業務のメインとし、路線バスは1系統のみを運行している

## 路線系統
- 仙台駅前・錦ヶ丘線

仙台駅前 - 広瀬通一番町 - （仙台西道路） - 栗生 - みやぎ生協愛子店前 - 愛子駅前 - 錦ケ丘ヒルサイドモール - 錦ヶ丘七丁目北・天文台入口 - 錦ヶ丘八丁目 - 錦ヶ丘六丁目
- 1日の利用者数は、約1,100人。
- 住宅デベロッパー（錦エステート）が住民の通勤通学の便を図り路線開設を依頼した。錦ケ丘は従来、仙台市内の大規模住宅団地の中では最も交通アクセスが悪く、団地内始発のバス系統（仙台市営バス）は一日数本のみしか設定されていなかったが、愛子観光バスの路線バス開業によって交通アクセスは大幅に向上した。

## 歴史
当初は観光貸切業務やスクールバス事業を中心とし、「仙台ヒルサイドアウトレット」のアエルと同店を結ぶ無料送迎バスを運行していた。現在は路線バス利用での来店者に無料バス乗車券を配布している。そして2003年には規制緩和によって路線バス事業に乗り出し、現在は仙台駅と愛子駅・錦ケ丘を結ぶ路線を運行している。コーポレートカラーは仙台市営バスが緑、宮城交通が赤であるのに対し、愛子観光バスは黄色である。
仙台市交通局が発行しているICカードicsca、仙台市交通局および宮城交通が2015年12月5日まで発行していたバスカード(メルシーカードを含む)・スキップカード・ジョイカードは使用することができない。独自の回数乗車券（金種別12枚つづりで、9枚分の金額で設定）を利用する形となる。また仙台市の敬老・ふれあい乗車証も利用できない。
2007年3月18日、仙台空港アクセス線開業に伴う仙台市営バスのエアポート・リムジンバスの廃止を受け、仙台空港リムジンバスの運行を開始した。しかし、運行開始当初からライバルの仙台空港アクセス線への流出による利用率低下や原油価格高騰による燃料費の増大などの理由で採算が取れなくなったため、2008年2月29日をもって運行を終了した。

### 年表
- 1978年4月 - 宮城郡宮城町（現仙台市青葉区）上愛子雷神に有限会社愛子観光レンタカーを創業。
- 1995年3月 - 一般貸切旅客自動車事業免許取得。
- 1995年4月 - 愛子観光バス株式会社に社名変更および株式会社化。
- 2003年11月 - 二岩営業所開設。特定貸切車等が所属。
- 2004年
  - 1月 - 一般乗合旅客自動車運送事業申請、および認可。
  - 5月10日 - 路線バス運行開始（二岩営業所に所属）
- 2006年
  - 8月22日 - 仙台空港リムジンバスの新規運行を東北運輸局に申請。
  - 11月6日 - 仙台空港リムジンバス新規運行の認可取得。
- 2007年3月18日 - 仙台空港リムジンバス運行開始。現在の本社所在地に大岩車庫を設置。
- 2008年
  - 2月29日 - 仙台空港リムジンバス運行終了。
  - 12月 - 本社営業所・二岩営業所・大岩車庫を統合し、現在地へ社屋移転。二岩営業所跡地は子会社の愛子タクシー本社営業所となる。
- 2009年4月1日 - 広瀬小学校線廃止。
- 2014年12月10日 - 路線バス事業が、東北の路線バス事業者として初めて環境省よりカーボンオフセット制度の認証を受ける[1]。

## 車両

### 貸切車両
国内メーカーのうち、日産ディーゼル（現「UDトラックス」）製を除く、日野自動車、いすゞ自動車、三菱ふそう製の3社より販売されている車両が導入されている。一部中古車での導入となっているものの、メインは自社発注車となっている。

### 路線車両

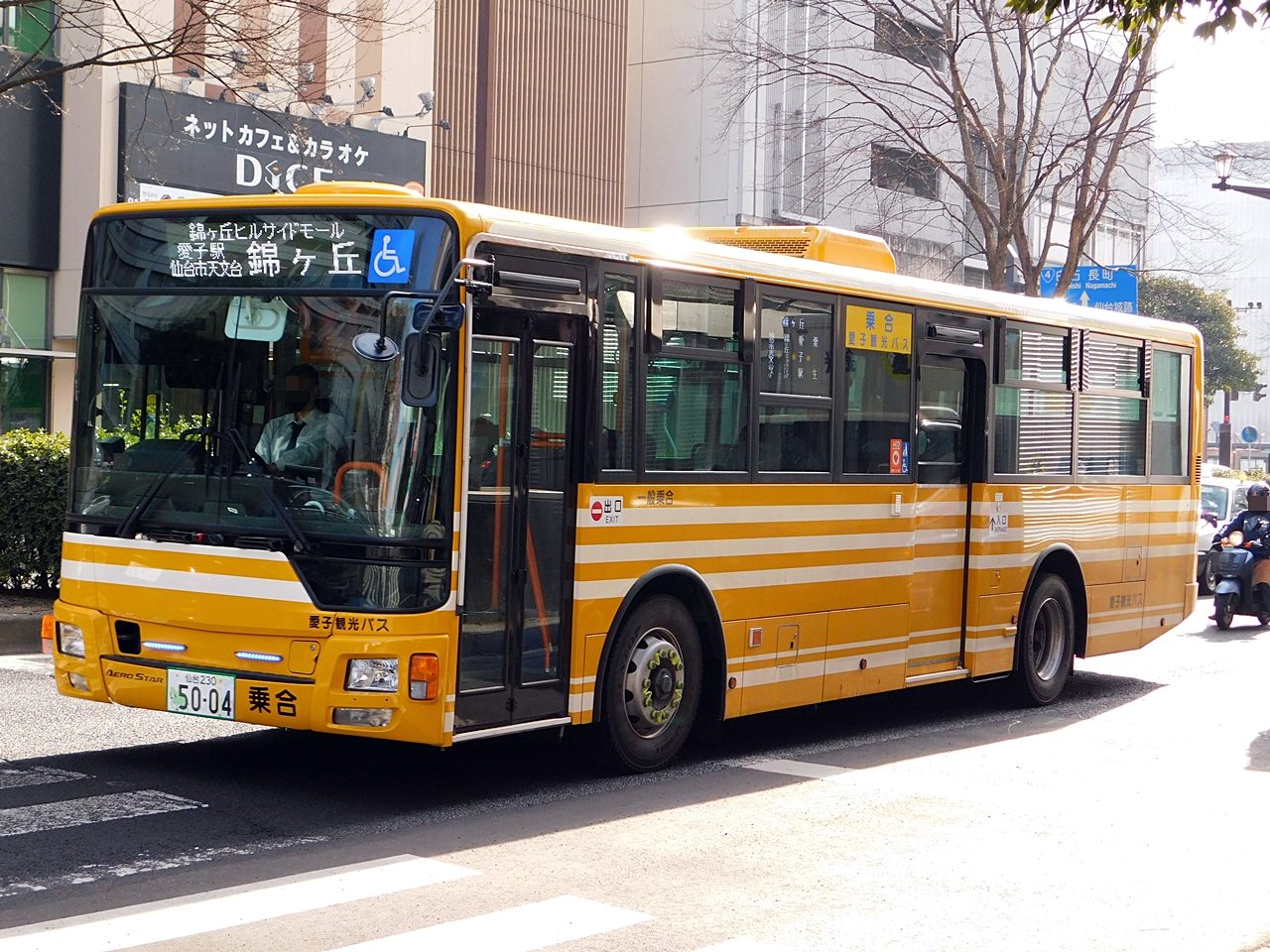
路線バス車両

全車自社発注のワンステップバス（三菱ふそう・エアロスターなど）に統一されている。
- 当初は仙台市営バスの中古車で運行開始、後に南海バスの中古車を増備した。これらは車体架装メーカーこそ違うものの、三菱ふそう・エアロスターで統一されていた。現在は全車廃車済みである。
  - 中古車には、主なワンマン機器は降車ボタンの他に整理券発行器と運賃箱しか搭載されておらず、運賃は俗に言う「三角運賃表」で掲示され、停留所の案内も運転手がマイクを使い肉声で案内していた。また、方向幕もモーターで巻き取るものの、前後側面の3面全てが非連動で、それぞれ各方向幕巻取器の手動ボタンを操作し行先表示を変えていた。
- 2006年頃から2009年頃にかけて、順次自社発注のいすゞ・エルガ（ワンステップバス）に更新。これらの自社発注車には、連動式方向幕巻取器（2018年より トム通信工業 製の白色LED行先表示器に更新）や交通バリアフリー法に対応するための停留所名表示器付運賃表示器も装備された。当初、中古車同様肉声でのアナウンスは継続していたものの、後にクラリオン製の音声合成放送装置が搭載され、現在は自動でのアナウンスとなっており、カレントループ経由での運賃表示器や整理券発行器への系統設定も自動で行われるようになった。音声合成放送装置のデータは宮城県内の事業者では珍しく、エンドレスエコーで作成されている。2021年に現行車両に更新された。

## 廃止路線

### 空港連絡バス
エアポートリムジン

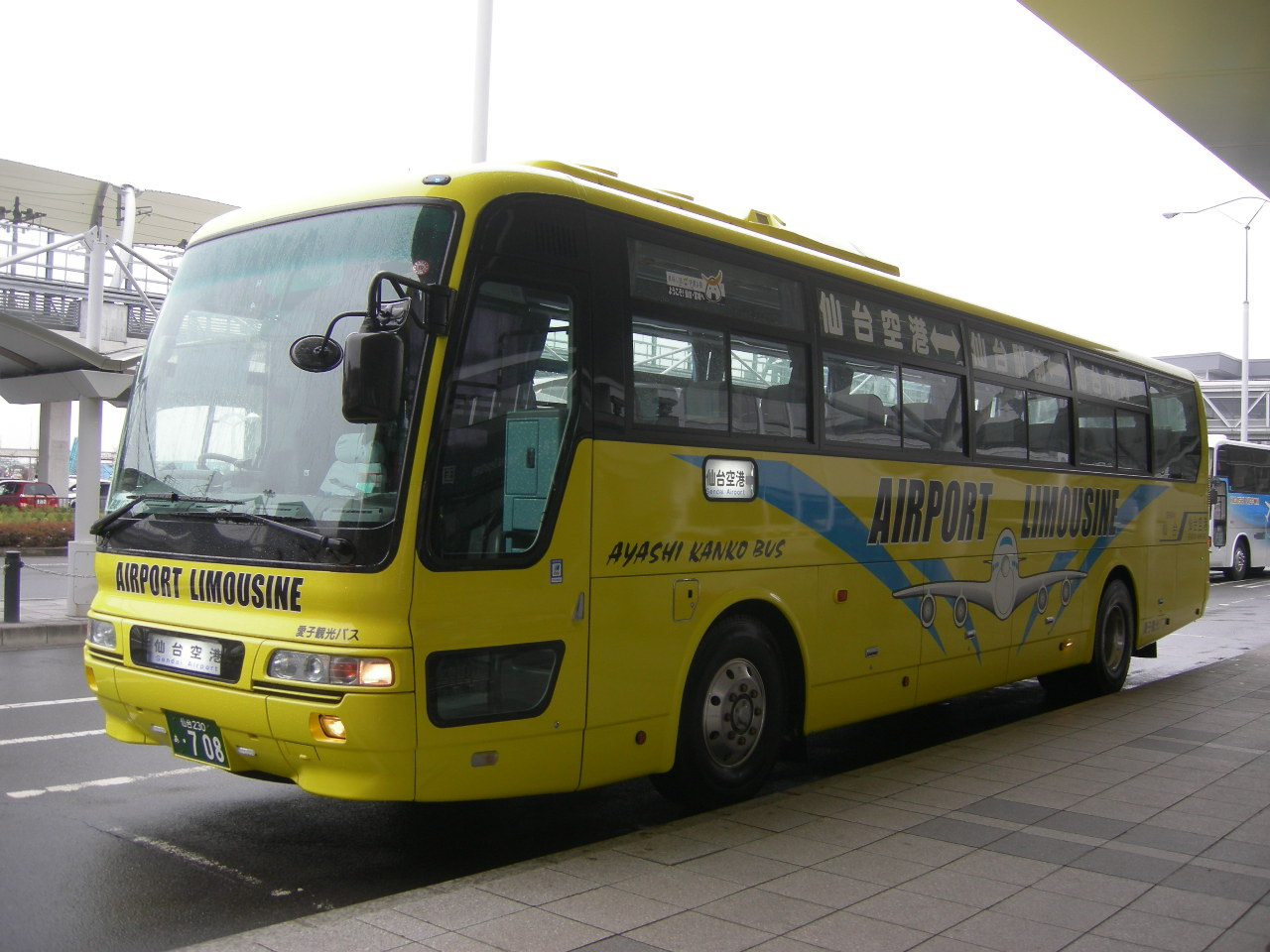
仙台空港リムジンバス

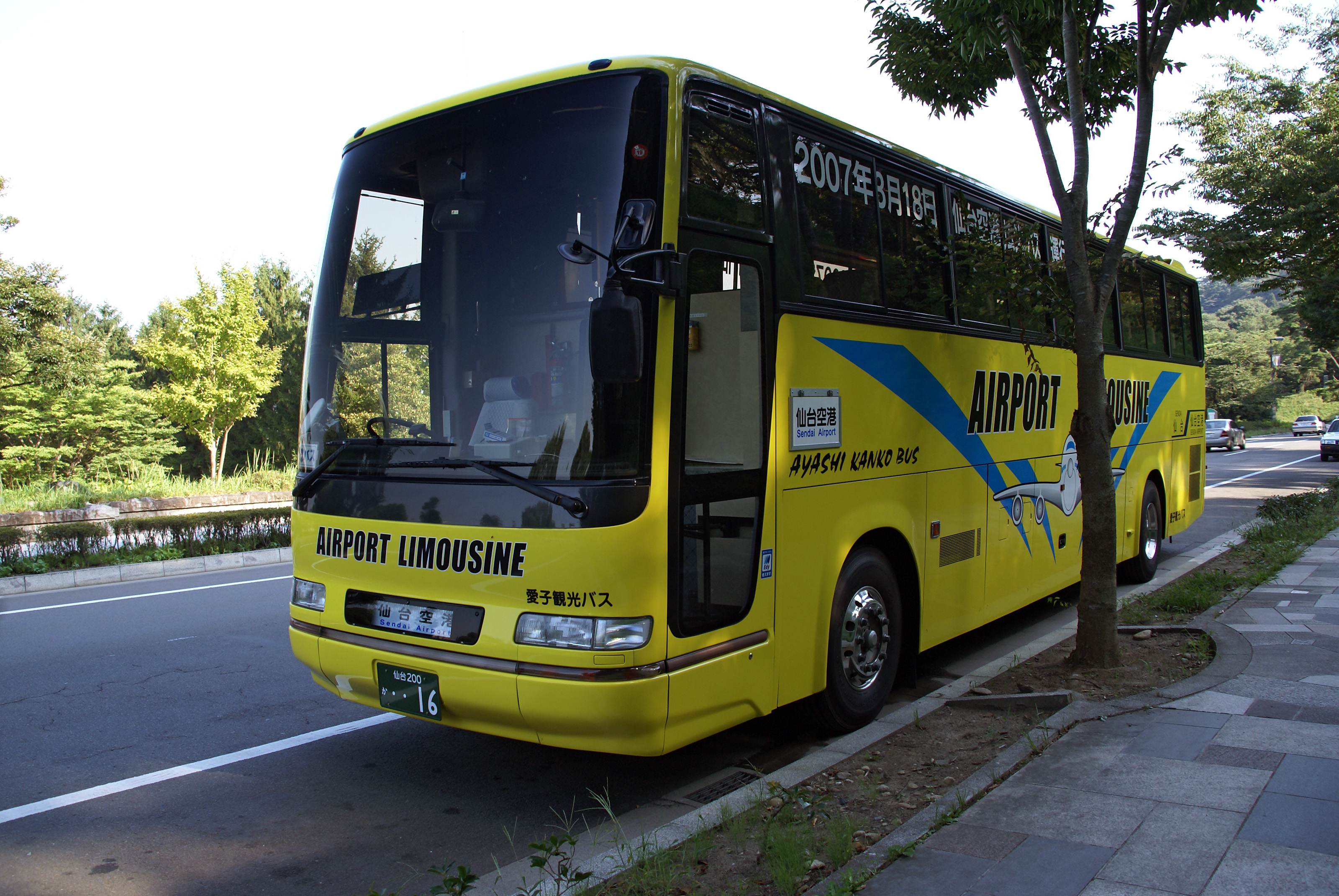
仙台空港リムジンバス（予備車）

- 定禅寺通国分町 - 錦町公園前 - 本町二丁目 - 仙台駅前 - （中央四丁目/降車のみ） - 五橋 - 長町一丁目 - 仙台空港
- 大町西公園前（着）/大町二丁目（発） - 晩翠草堂前 - 地下鉄広瀬通駅 - 仙台駅前 - 仙台逓信病院前 - 長町一丁目 - 仙台空港
  - 2008年2月29日をもって運行を終了。
  - 運行回数：定禅寺通発着1日13.5往復（空港行13本、市内行14本）、大町発着1日12.5往復（空港行12本、市内行13本）。
  - 運賃：大人片道800円（小児半額）。
  - 運行開始当初からEdyでの運賃支払いが可能であった（競合していた東日本急行は後に追随する形で対応）。
  - 錦ヶ丘系統とエアポートリムジンの仙台駅前停留所は同位置にあり、錦ヶ丘・愛子駅方面 - 仙台駅前 - 仙台空港の乗換が考慮されていた。
  - 運行終了後、車両は全車売却され中古車販売業者を経てへ殆どが移籍。その内庄内交通へ移籍した車両はトイレ取付け等の改造を施した上で仙台 - 鶴岡・酒田線に充当。毎日のように仙台宮城ICから仙台西道路を経て仙台市内に姿を見せる。また、ことでんバスには3台が移籍し、高松空港のリムジンバスで運用中である。

### 一般路線バス
広瀬小学校線
- 広瀬小学校前 - 宮城総合支所前 - 錦ケ丘ヒルサイドモール - 錦ヶ丘七丁目北・天文台入口 - 錦ヶ丘八丁目
  - 仙台駅前・錦ヶ丘線と同様に、住宅デベロッパー（錦エステート）が住民の通学の便を図り路線開設を依頼した。
  - 2009年4月、愛子小学校が開校し徒歩通学が可能になったことから、路線廃止となった。
  - 一般路線扱いではあったが、公式サイト上に時刻表が掲載されない等、実質スクール専用であった。
  - 末期は2台続行で運行され、仙台市営バスおよび南海バスからの移籍車が専属で運用に就いていた。